# 25. april
25. april er dag 115 i året i den gregorianske kalender (dag 116 i skudår). Der er 250 dage tilbage af året.
Markus dag. Efter evangelisten Markus. Ifølge traditionen fulgte han apostelen Peter som tolk til Rom. Efter Peters korsfæstelse drog Markus videre til Alexandria, hvor han blev biskop og siden selv led martyrdøden. I 800-tallet blev hans ben gravlagt i Markuskirken i Venezia.
I Island flages i dag for den "første sommerdag".
25. april er Færøernes flagdag.

### Begivenheder
Født - Dødsfald
- 0799 - Pave Leo 3. overfaldes i Rom og flygter herefter til frankerkongen Karl den Stores hof i Paderborn for beskyttese.
- 1772 - Struensee og hans medsammensvorne, Brandt, dødsdømmes for majestætsforbrydelser. Struensee dømmes endvidere for magtmisbrug og for at være dronningens elsker. Dronning Caroline Mathilde bliver dømt til skilsmisse.
- 1792 - Landevejsrøveren Nicolas J. Pelletier bliver som den første person henrettet i Frankrig med guillotinen.
- 1792 - Komponisten Claude Joseph Rouget de Lisle skriver "La Marseillaise", der siden bliver den franske nationalhymne.
- 1826 - Englænderen Samuel Brown tager patent på verdens første køretøj med forbrændingsmotor. "Bilen" bliver drevet af en tocylindret motor med 4 HK.
- 1859 - Det fransk-britiske påbegynder gravearbejdet til anlæggelsen af Suezkanalen.
- 1898 - Den spansk-amerikanske krig: USA erklærer Spanien krig.
- 1915 - Store britiske og franske styrker angriber fra søen Gallipoli-halvøen i Tyrkiet, men tyrkerne står forberedte på angrebet, og resultatet bliver en flere måneder lang skyttegravskrig.
- 1920 - Polen invaderer Rusland i et forsøg på at styrte bolsjevikkerne. Det samme har USA, England og Frankrig gjort de foregående år
- 1940 - Storbritanniens besættelsesstyrker på Færøerne anerkender Merkið som Færøernes flag og afslutter dermed en mangeårig strid mellem færingerne og Danmark.
- 1945 - Sovjetiske styrker omslutter Berlin og mødes med de amerikanske styrker ved Torgau ved Elben.
- 1945 - De tyske tropper i Norditalien overgiver sig efter den italienske modstandsbevægelse har iværksat en offensiv. Den fascistiske italienske regering opløses og Benito Mussolini tages til fange.
- 1945 - Der indledes forhandlinger i San Francisco om grundlæggelsen af De Forenede Nationer.
- 1953 – Francis Crick og James Watson offentliggør artiklen "Molecular Structure of Nucleic Acids: A Structure for Deoxyribose Nucleic Acid" med en beskrivelse af den dobbeltstrengede struktur i DNA.
- 1954 - Den første praktisk anvendelige solcelle demonstreres offentligt af Bell Telephone Laboratories.
- 1960 - Den amerikanske atomdrevne ubåd USS Triton gennemfører den første verdensomsejling i neddykket tilstand (Operation Sandblast).
- 1961 - Robert Noyce gives patent på et integreret kredsløb.
- 1962 - Nær Christmas Island i Stillehavet nedkaster USA den første atombombe i en serie forsøg.
- 1968 - 52 omkommer, da en passagerfærge kæntrer 1.500 meter uden for havnen i Wellington, New Zealand.
- 1972 - På grund af pengemangel skrinlægger Radiorådet planerne om at oprette et dansk TV 2.
- 1974 - Ved Nellikerevolutionen tager militæret i Portugal magten ved et kup, og afsætter landets diktator Marcello Caetano og indfører demokrati.
- 1980 - Et amerikansk forsøg på at befri de gidsler, der holdes på den amerikanske ambassade i Irans hovedstad Teheran mislykkes. To af flyene med elitesoldater støder sammen i ørkenen 400 km fra Teheran, og otte amerikanske soldater bliver dræbt.
- 1982 - Britiske tropper tilbageerobrer under Falklandskrigen uden modstand øgruppen Sydgeorgien i Atlanterhavet ud for Argentina. Argentina havde besat øgruppen 1.000 km fra det sydamerikanske fastland den 2. april.
- 1982 - Israel tilbageleverer den sidste del af den besatte Sinai-halvø til Egypten som aftalt ved Camp David-aftalen. Israel havde besat Sinai og andre områder under Seksdageskrigen i juni 1967.
- 1983 - I Lille i Frankrig bliver verdens første fuldautomatiske og førerløse undergrundsjernbane taget i brug.
- 1983 - Pioneer 10 når forbi Plutos kredsløb.
- 1983 - Den amerikanske skolepige Samantha Smith inviteres til Sovjetunionen af dets leder Jurij Andropov efter hun i et åbent brev har beskrevet sin frygt for atomkrig.
- 1988 - I Israel bliver ukraineren John Demjanjuk dømt til døden for krigsforbrydelser begået i koncentrationslejre under 2. verdenskrig; dommen bliver senere underkendt.
- 1988 - 8 bliver dræbt og 72 kvæstet ved Sorø-ulykken, da et intercitytog med høj hastighed kører af sporet. Det er den værste danske togulykke siden 1967.
- 1990 - Den vesttyske socialdemokratiske kanslerkandidat Oskar Lafontaine bliver under et vælgermøde i Köln stukket ned af en kvinde.
- 1992 - Efter 14 års blodig borgerkrig i Afghanistan indtager Mujahedin-guerillaen landets hovedstad Kabul. Der var dog stadig blodige kampe mellem de rivaliserende grupper.
- 2001 - Målmand Peter Schmeichel stopper efter 129 landskampe og 14 år på landsholdet med en venskabskamp mellem Danmark og Slovenien, hvor Danmark vinder 3-0.
- 2005 - Et japansk tog kører af skinnerne og ind i en ni etagers høj bygning, hvilket resulterer i Japans værste jernbaneulykke i de sidste 40 år.
- 2005 - Bulgarien og Rumænien underskriver traktater om optagelse i EU.
- 2007 - Galathea 3-ekspeditionen ankommer til Langelinie i København.
- 2010 - Aleksandr Vinokurov Vinder cykelløbet Liège-Bastogne-Liège.
- 2015 - Mere end 9.000 personer omkommer under et kraftigt jordskælv i Nepal.
- 2018 - Ubådskonstruktøren Peter Madsen idømmes af Københavns Byret fængsel på livstid for drabet på den svenske journalist Kim Wall.
- 2021 - Thomas Vinterbergs Druk med Mads Mikkelsen i hovedrollen vinder Oscar for bedste fremmedsprogede film.

### Født
- 32   - Otho, romersk kejser (død 69).
- 1215 - Ludvig den Hellige, fransk konge (død 1270).
- 1284 - Edvard 2., engelsk konge (død 1327).
- 1599 - Oliver Cromwell, engelsk statsmand (død 1658).
- 1874 - Guglielmo Marconi, italiensk fysiker og radiotekniker (død 1937).
- 1915 - Helge Larsen, dansk politiker og undervisningsminister (død 2000).
- 1917 - Erno Müller, dansk skuespiller (død 2005).
- 1918 - Ella Fitzgerald, amerikansk sangerinde (død 1996).
- 1918   - Astrid Varnay, amerikansk sangerinde (død 2006).
- 1921 - Karel Appel, hollandsk maler (død 2006).
- 1922 - Hans Tabor, dansk diplomat og politiker (død 2003).
- 1927 - Albert Uderzo, belgisk tegneserietegner (død 2020).
- 1928 - Jens Østerholm, dansk skuespiller (død 2006).
- 1930 - Paul Mazursky, amerikansk skuespiller (død 2014).
- 1940 - Al Pacino, amerikansk skuespiller.
- 1945 - Björn Ulvæus, sanger, sangskriver og komponist i ABBA.
- 1947 - Johann Cruyff, hollandsk fodboldspiller og -træner (død 2016).
- 1954 - Max Hansen Jr., dansk skuespiller.
- 1961 - Kenneth Plummer, Tidligere dansk generaldirektør i Danmarks Radio.
- 1961   - Mads Nørgaard, dansk designer.
- 1964 - Hank Azaria, amerikansk skuespiller (The Simpsons).
- 1969 - Renée Zellweger, amerikansk skuespillerinde.
- 1972 - Sofia Helin, svensk skuespillerinde.
- 1981 - Anja Pärson, svensk skiløber.
- 1999 - Marcus Kleveland, norsk snowboarder.

### Dødsfald
- 1718 - Jean la Placette, fransk huguenot præst (født 1639).
- 1744 - Anders Celsius, svensk astronom (født 1701).
- 1877 - Peter Faber, dansk digter og telegrafdirektør (født 1810).
- 1938 - Rudolf Stammler, tysk retslærd (født [[1856]).
- 1962 - Francis Hackett, irsk forfatter (født 1883).
- 1968 - Poul Reumert, dansk skuespiller (født 1883).
- 1973 - Frank Jack Fletcher, amerikansk admiral (født 1885).
- 1976 - Markus Reiner, israelsk videnskabsmand (født 1886).
- 1980 - Alejo Carpentier, cubansk forfatter (født 1904).
- 1990 - Dexter Gordon, amerikansk jazz-tenorsaxofonist (født 1923).
- 1995 - Ginger Rogers, amerikansk danser og skuespiller (født 1911).
- 1998 - Christian Mortensen - dansk-amerikaner, verdens anerkendt ældste mand på 115 år og 252 dage (født 1882)
- 2000 - Niels Viggo Bentzon, dansk komponist (født 1919).
- 2002 - Lisa Lopes, kapverdisk-amerikansk rapper i TLC (født 1971).
- 2002 - Uffe Harder, dansk digter (født 1930).
- 2005 - Arne Myggen, dansk journalist og humorist (født 1921).
- 2006 - Jane Jacobs, canadisk forfatter (født 1916).
- 2014 - Francesc "Tito" Vilanova, spansk fodboldspiller, assistent træner og manager (født 1968).
- 2020 - Per Olov Enquist, svensk forfatter (født 1934).

|  | Denne datoartikel kan blive bedre, hvis der indsættes et (bedre) billede Du kan hjælpe ved at afsøge Wikimedia Commons for et passende billede eller uploade et godt billede til Wikimedia Commons iht. de tilladte licenser og indsætte det i artiklen. |